# Nackenheizung
In Roadstern und Cabriolets werden teilweise Nackenheizungen eingebaut. Aus Belüftungsdüsen in den Kopfstützen strömt warme Luft, die den Kopf und die Schultern bei geöffnetem Verdeck erwärmen.

## Technik der Nackenheizung bei zumindest zeitweise offener Karosseriebauform
Die Idee ein Heizsystem vorzusehen, welches gezielt eine Temperierung eines Kopf-, Nacken- oder Schulterbereichs eines Fahrers bei einer Fahrt in einem Fahrzeug mit offener Karosseriebauform vornimmt und gleichzeitig eine für den Fahrer wahrnehmbare „Cabrio-Brise“ ermöglicht, wurde am 24. Dezember 1996 von dem Erfinder Ludwig Schatzinger zum Patent angemeldet und erteilt.
Die Nackenheizung wurde erstmals 2004 von der Daimler AG unter der Bezeichnung Airscarf (dt. Luftschal) auf dem Markt angeboten und in dem Fahrzeugmodell Mercedes SLK (R 171) eingesetzt. Bis zu einer Fahrgeschwindigkeit von 120 km/h passt sich die Warmluftverteilung an den Luftverwirbelungen an, danach kommt eine konstante Einstellung zum Einsatz.
Die Kombination eines Lüfters und eines PTC-Heizelementes mit einer Leistung von etwa 200 Watt ermöglichte ein sehr kompaktes Heizsystem.
Im Mai 2016 verlor die Daimler AG einen Patentprozess zum Airscarf und durfte zwischenzeitlich keine Fahrzeuge mit Airscarf mehr ausliefern. Noch im selben Monat konnte man allerdings eine Einigung erzielen, sodass die Auslieferung von Fahrzeugen mit dem System wieder uneingeschränkt möglich ist.
Nachdem die Nackenheizung von der Daimler AG in den Markt eingeführt wurde, bieten seitdem auch andere Cabriohersteller diese Nackenheizung unter verschiedenen Bezeichnungen wie „Airwave“ (Peugeot), „Kopfraumheizung“ (Audi) oder „Nackenwärmer“ (BMW).

## Bezeichnung „Airscarf“
„AIRSCARF“ ist eine am 27. März 2002 angemeldete und für die Daimler AG, Stuttgart eingetragene Marke (Klassen 11 und 12).